# John Stephenson (effets spéciaux)
Pour les articles homonymes, voir John Stephenson.
John Stephenson est un réalisateur, maquilleur et spécialiste des effets spéciaux britannique, né en 1962.

## Filmographie

### Cinéma

#### Réalisateur
- 2004 : Cinq Enfants et moi
- 2013 : The Christmas Candle
- 2017 : Interlude in Prague

#### Réalisateur de seconde équipe
- 1996 : Pinocchio
- 1998 : Perdus dans l'espace
- 2009 : Casse-Noisette, l'histoire jamais racontée (The Nutcracker in 3D)

#### Maquillage
- 1986 : Max mon amour
- 1990 : Les Sorcières

#### Effets spéciaux
- 1982 : Dark Crystal
- 1985 : Oz, un monde extraordinaire
- 1985 : Dreamchild
- 1990 : Les Tortues Ninja (Teenage Mutant Ninja Turtles)
- 1990 : Les Sorcières
- 1991 : Les Tortues Ninja 2 : Les héros sont de retour
- 1992 : Noël chez les Muppets
- 1994 : La Famille Pierrafeu
- 1995 : L'Histoire sans fin 3 : Retour à Fantasia
- 1995 : Babe, le cochon devenu berger
- 1996 : James et la Pêche géante
- 1996 : Le Patient anglais
- 1996 : Les 101 Dalmatiens
- 1998 : Perdus dans l'espace

### Télévision

#### Réalisateur
- 1999 : La Ferme des animaux (téléfilm)

#### Effets spéciaux
- 1988 : Monstres et Merveilles (9 épisodes)
- 1997 : L'Odyssée
- 1997 : Mon copain Buddy

## Distinctions

### Récompenses
- Oscar du cinéma :
  - Oscar scientifique et d'ingénierie 1992 (avec Faz Fazakas, Brian Henson, Dave Housman et Peter Miller)

### Nominations
- British Academy Film and Television Arts Awards :
  - Nommé au British Academy Film Award des meilleurs effets visuels 1987 (Dreamchild, avec Duncan Kenworthy, Chris Carr)
- Saturn Award :
  - Nommé au Saturn Award du meilleur maquillage 1991 (Les Sorcières)
- Fantasporto :
  - Nommé au Meilleur film 2000 (La Ferme des animaux)